# Warlaing
Warlaing település Franciaországban, Nord megyében. Lakosainak száma 599 fő (2022. január 1.). Warlaing Tilloy-lez-Marchiennes, Hasnon, Marchiennes és Wandignies-Hamage községekkel határos.

## Népesség
A település népessége az elmúlt években az alábbi módon változott:
| Lakosok száma | 553  | 560  | 587  | 579  | 580  | 581  | 590  | 594  | 599  |
|               | 2013 | 2015 | 2016 | 2017 | 2018 | 2019 | 2020 | 2021 | 2022 |